# Relazioni Ucraina-NATO
Le relazioni tra l'Ucraina e la NATO sono iniziate nel 1994.

## Vertice di Bucarest
L'Ucraina ha presentato domanda per avviare un piano d'azione per l'adesione alla NATO (MAP) nel 2008.
Si tratta del passo iniziale del processo per invitare nuovi membri: il MAP è uno strumento istituito dal vertice NATO di Washington del 1999, quando fu approvato come fase in cui gli attuali membri possono rivedere regolarmente le domande formali degli aspiranti membri. La partecipazione di un paese al MAP comporta la presentazione annuale di relazioni sui suoi progressi su cinque diverse misure: disponibilità a risolvere controversie territoriali internazionali, etniche od esterne con mezzi pacifici, con l'impegno per lo stato di diritto e i diritti umani e controllo democratico delle forze armate; capacità di contribuire alla difesa e alle missioni dell'organizzazione; destinazione di risorse sufficienti alle forze armate per poter far fronte agli impegni di adesione; messa in sicurezza delle informazioni sensibili e salvaguardie che le garantiscono; compatibilità della legislazione interna con la cooperazione NATO.
La NATO fornisce feedback e consulenza tecnica a ciascun paese e ne valuta i progressi su base singola; una volta che i membri concordano che un paese soddisfa i requisiti, la NATO può inviare a quel paese un invito ad avviare i colloqui di adesione. Il processo di adesione finale, una volta invitato il paese candidato, prevede cinque fasi che portano alla firma dei protocolli di adesione ed all'accettazione e ratifica di tali protocolli da parte dei governi degli attuali membri della NATO.

## Il decennio successivo
La reazione della Russia al piano del 2008 dell'allora governo ucraino di avviare un MAP fu ostile. Tuttavia, l'anno successivo, il portavoce della NATO disse che, nonostante l'opposizione russa all'espansione verso est della NATO, la porta dell'alleanza rimaneva aperta a coloro che avrebbero soddisfatto i criteri.
I piani per l'adesione alla NATO sono stati accantonati dall'Ucraina in seguito alle elezioni presidenziali del 2010 in cui Viktor Janukovyč, che ha preferito mantenere il paese non allineato, è stato eletto Presidente. Tra i disordini dell'Euromaidan, Janukovyč è fuggito dall'Ucraina nel febbraio 2014. Il governo ad interim Yatsenyuk che salì al potere inizialmente dichiarò, con riferimento allo status non allineato del paese, che non aveva intenzione di aderire alla NATO. Tuttavia, a seguito delle elezioni parlamentari dell'ottobre 2014, il nuovo governo ha reso prioritaria l'adesione alla NATO.
Secondo i sondaggi condotti tra il 2005 ed il 2013, il sostegno pubblico ucraino all'adesione alla NATO è rimasto basso. Tuttavia, dall'invasione russa della Crimea e l'inizio della guerra nell'Ucraina orientale, il sostegno pubblico all'adesione ucraina alla NATO è aumentato notevolmente. Da giugno 2014, i sondaggi hanno mostrato che circa il 50% delle persone ha chiesto l'appartenenza alla NATO dell'Ucraina. Circa il 69% degli ucraini vuole aderire alla NATO, secondo un sondaggio del giugno 2017 della Democratic Initiatives Foundation, rispetto al 28% del sostegno nel 2012 quando Yanukovich era al potere.

## Vertice di Bruxelles
Al vertice di Bruxelles del giugno 2021, i leader della NATO hanno ribadito la decisione presa al vertice di Bucarest del 2008 che l'Ucraina sarebbe diventata membro dell'Alleanza: il Piano d'azione per l'adesione (MAP) è parte integrante del processo con cui soddisfare il diritto dell'Ucraina di determinare il proprio futuro in politica estera, senza interferenze esterne.
Questa decisione è stata fortemente criticata dalla Russia, sulla base del principio per cui la garanzia della sicurezza di uno Stato non può minare la sicurezza di un altro Stato confinante. Infatti, come sostenuto dal ministro degli esteri russo Lavrov, la NATO non rappresenterebbe una semplice alleanza difensiva, ma una minaccia militare diretta contro la sovranità della Russia.
Il segretario generale della NATO Jens Stoltenberg ha anche sottolineato che la Russia non potrà porre il veto all'adesione dell'Ucraina alla NATO, poiché non si sarebbe tornati all'era delle sfere di interesse, quando i grandi paesi decidono che cosa dovrebbero fare con quelli più piccoli. Tuttavia, giova ricordare a tal proposito la ferma opposizione e la minaccia di intervento militare degli Stati Uniti alla decisione della Cina di installare una base navale nelle Isole Salomone, in accordo con il governo locale; fatti che sembrerebbero smentire le dichiarazioni del segretario Stoltenberg sul rifiuto a un ritorno alla politica delle sfere di interesse.